# Elliott Bulloch Roosevelt
Elliott Bulloch Roosevelt (28 febbraio 1860 – Abingdon, 14 agosto 1894) è stato un politico statunitense.

## Biografia
Era il terzo figlio di Theodore Roosevelt Sr. e di sua moglie, Martha Stewart Mittie Bulloch.
Elliott aveva un rapporto competitivo con il fratello maggiore Theodore. Questa competitività continuerà anche nella successiva generazione con le figlie. Elliott frequentò la St Paul's School a Concord, nel New Hampshire. Elliott aveva una personalità affascinante e accattivante, che mascherava il suo problema di alcolismo.

## Matrimonio
Sposò, il 1 dicembre 1883 a Calvary Church a Gramercy Park, New York, Anna Rebecca Hall (1863-1892), figlia di Valentine Gill Hall, Jr.. Ebbero tre figli:
- Anna Eleanor Roosevelt (11 ottobre 1884-7 novembre 1962);
- Elliott Bulloch Roosevelt, Jr. (29 settembre 1889-25 maggio 1893);
- Gracie Hall Roosevelt (28 giugno 1891-25 settembre 1941), ingegnere, pilota militare, banchiere, finanziere e funzionario municipale.

A causa del suo problema con l'alcol, Elliott fu esiliato a Abingdon, in Virginia, dove scriveva costantemente lettere a Eleanor. Theodore Roosevelt divenne il tutore dei nipoti.

## Morte
All'età di 34 anni, Elliott tentò il suicidio gettandosi da una finestra: sopravvissuto alla caduta iniziale, morì pochi giorni dopo.
Elliott ebbe un figlio, Elliott Roosevelt Mann (1891-1976), con Catherine "Katy" Mann (1862-1941), una giovane domestica che lavorava dalla sorella Anna. In seguito, i Roosevelt stipularono un accordo stragiudiziale per 10000 $. La somma è stata posta in un trust (un fondo fiduciario), ma secondo i Mann, il bambino non ha mai ricevuto un centesimo, il denaro doveva probabilmente essere stato incamerato dagli avvocati di Katy.